# Vonoklasy
Vonoklasy är en ort i Tjeckien.   Den ligger i regionen Mellersta Böhmen, i den centrala delen av landet, 18 km sydväst om huvudstaden Prag. Vonoklasy ligger 324 meter över havet och antalet invånare är 409.
Terrängen runt Vonoklasy är kuperad söderut, men norrut är den platt. Terrängen runt Vonoklasy sluttar österut. Runt Vonoklasy är det tätbefolkat, med 613 invånare per kvadratkilometer. Närmaste större samhälle är Prag, 18,4 km nordost om Vonoklasy. Runt Vonoklasy är det i huvudsak tätbebyggt.